# Parc éolien de Tarfaya
Le parc éolien de Tarfaya se trouve dans le sud du Maroc, à 20 km de la ville de Tarfaya sur la façade atlantique, où il jouit de conditions propices à l'énergie éolienne. Avec 131 éoliennes et une capacité de 301 MW en tout, il est le plus grand parc éolien d'Afrique.
Le parc est entré en service en décembre 2014, après deux ans de travaux et cinq milliards de dirhams d'investissement. Son constructeur et exploitant est Tarec, qui vend le courant généré à l'Office national de l'électricité.
Ce parc fournira 15 % des 2 GW que s'est fixé le Maroc dans le volet éolien de son grand plan renouvelable, qui vise à produire 52 % de son courant à partir d'énergies vertes à l'horizon 2030.

## Sources
- Entretiens sur le chantier (AFP)